# Emerson (Arkansas)
Emerson es un pueblo ubicado en el condado de Columbia en el estado estadounidense de Arkansas. En el Censo de 2010 tenía una población de 368 habitantes y una densidad poblacional de 143,09 personas por km².

## Geografía
Emerson se encuentra ubicado en las coordenadas 33°5′50″N 93°11′45″O / 33.09722, -93.19583. Según la Oficina del Censo de los Estados Unidos, Emerson tiene una superficie total de 2.57 km², de la cual 2.57 km² corresponden a tierra firme y (0%) 0 km² es agua.

## Demografía
Según el censo de 2010, había 368 personas residiendo en Emerson. La densidad de población era de 143,09 hab./km². De los 368 habitantes, Emerson estaba compuesto por el 66.58% blancos, el 32.61% eran afroamericanos, el 0% eran amerindios, el 0.27% eran asiáticos, el 0% eran isleños del Pacífico, el 0.54% eran de otras razas y el 0% pertenecían a dos o más razas. Del total de la población el 1.09% eran hispanos o latinos de cualquier raza.